# Хановер Парк (Илиноис)
Хановер Парк (енгл. Hanover Park) град је у америчкој савезној држави Илиноис.

## Демографија
По попису из 2010. године број становника је 37.973, што је 305 (-0,8%) становника мање него 2000. године.
| Група             | 2000.          | 2010.          |
| Белци             | 20.474 (53,5%) | 14.423 (38,0%) |
| Афроамериканци    | 2.348 (6,1%)   | 2.674 (7,0%)   |
| Азијати           | 4.574 (11,9%)  | 5.764 (15,2%)  |
| Хиспаноамериканци | 10.233 (26,7%) | 14.532 (38,3%) |
| Укупно            | 38.278         | 37.973         |